# Athous subvirgatus
Athous subvirgatus là một loài bọ cánh cứng trong họ Elateridae. Loài này được Daniel miêu tả khoa học năm 1904.